# Synagogenbezirk Königsfeld
Der Synagogenbezirk Königsfeld mit Sitz in Königsfeld, heute eine Ortsgemeinde im Landkreis Ahrweiler im nördlichen Rheinland-Pfalz, wurde nach dem Preußischen Judengesetz von 1847 geschaffen. 
Zum Synagogenbezirk in Königsfeld gehörten auch die Juden in Dedenbach und Schalkenbach.   